# Ì
Ì (minuskule ì, také i s gravisem) je speciální písmeno latinky, které se používá v italštině, avšak nepatří do její oficiální abecedy. Používá se také v transkripcích. 

Ilustrace

## Italština
V Italštině objevuje se pouze tehdy, když přízvuk padá na jinou slabiku, než je obvyklé (tj. na předposlední), například ve slovech sì (ano) nebo tassì (taxi).

## Transkripce
Toto písmeno se používá také při transkripci:
- Ukrajinského písmene і (IPA /i/)[1]

- Čínského i s klesajícím tónem do latinky a IPA